# Serghei Rogaciov
Serghei Rogaciov est un footballeur international moldave né le 20 mai 1977 à Glodeni. Il a professionnellement évolué au poste d'attaquant de 1993 à 2010.

## Biographie
Serghei Rogaciov commence sa carrière lors de la saison 1993-1994 avec le Cristalul Fălești puis évolue de 1994 à 1996 au FC Olimpia Bălți où il marque la bagatelle de 64 buts en 75 matches. Il effectue la fin de la saison 1996-1997 avec Constructorul-93 Chișinău. Il remporte ainsi le titre de champion de Moldavie et est également sacré meilleur buteur du championnat avec l'impressionnant total de 35 buts marqués en 28 matches. Il revient ensuite à l'Olimpia Bălți en 1997-1998 et marque 15 buts en 13 matches. De 1998 à 2000, Rogaciov évolue au FC Sheriff Tiraspol et est sacré meilleur buteur du championnat lors de ces deux saisons (21 buts marqués en 1998-1999, 20 en 1999-2000).
En 2000, il signe en Russie au Saturn Ramenskoïe où il jouera jusqu'en 2005 puis évolue de 2006 à 2007 au FK Aktobe où il marque 37 buts en 57 matches et remporte le championnat en 2007. En 2008, il retourne en Russie et s'engage avec le FK Oural Iekaterinbourg. En 2009, il fait son retour au FC Olimpia Bălți et signe ensuite au FC Vostok. En 2010, il s'engage pour la troisième fois de sa carrière avec un club russe en signant au FK Dynamo Saint-Pétersbourg.

## Sélection nationale
Serghei Rogaciov a évolué à 52 reprises avec l'équipe de Moldavie de football et marqué 9 buts.

## Statistiques
| Saison                | Club                     | Championnat           | Championnat | Championnat | Coupe(s) nationale(s) | Coupe(s) nationale(s) | Compétition(s) continentale(s) | Compétition(s) continentale(s) | Compétition(s) continentale(s) | Total | Total |
| Saison                | Club                     | Division              | M.          | B.          | M.                    | B.                    | Comp.                          | M.                             | B.                             | M.    | B.    |
| 1993-1994             | Cristalul Fălești        | D1                    | 12          | 2           | -                     | -                     | -                              | -                              | -                              | 12    | 2     |
| Sous-total            | Sous-total               | Sous-total            | 12          | 2           | -                     | -                     | -                              | -                              | -                              | 12    | 2     |
| 1993-1994             | Olimpia Bălți            | D1                    | 10          | 0           | -                     | -                     | -                              | -                              | -                              | 10    | 0     |
| 1994-1995             | Olimpia Bălți            | D1                    | 15          | 6           | -                     | -                     | -                              | -                              | -                              | 15    | 6     |
| 1995-1996             | Olimpia Bălți            | D1                    | 26          | 25          | -                     | -                     | -                              | -                              | -                              | 26    | 25    |
| 1996-1997             | Olimpia Bălți            | D1                    | 24          | 33          | -                     | -                     | -                              | -                              | -                              | 24    | 33    |
| Sous-total            | Sous-total               | Sous-total            | 75          | 64          | -                     | -                     | -                              | -                              | -                              | 75    | 64    |
| 1996-1997             | Constructorul Chișinău   | D1                    | 4           | 2           | -                     | -                     | C2                             | 3                              | 2                              | 7     | 4     |
| Sous-total            | Sous-total               | Sous-total            | 4           | 2           | -                     | -                     | -                              | 3                              | 2                              | 7     | 4     |
| 1997-1998             | Olimpia Bălți            | D1                    | 13          | 15          | -                     | -                     | -                              | -                              | -                              | 13    | 15    |
| Sous-total            | Sous-total               | Sous-total            | 13          | 15          | -                     | -                     | -                              | -                              | -                              | 13    | 15    |
| 1998-1999             | Sheriff Tiraspol         | D1                    | 25          | 21          | -                     | -                     | -                              | -                              | -                              | 25    | 21    |
| 1999-2000             | Sheriff Tiraspol         | D1                    | 33          | 20          | -                     | -                     | C3                             | 2                              | 0                              | 35    | 20    |
| Sous-total            | Sous-total               | Sous-total            | 58          | 41          | -                     | -                     | -                              | 2                              | 0                              | 60    | 41    |
| 2000                  | Saturn Ramenskoïe        | D1                    | 12          | 2           | 1                     | 0                     | -                              | -                              | -                              | 13    | 2     |
| 2001                  | Saturn Ramenskoïe        | D1                    | 29          | 14          | 2                     | 1                     | -                              | -                              | -                              | 31    | 15    |
| 2002                  | Saturn Ramenskoïe        | D1                    | 24          | 11          | 4                     | 2                     | -                              | -                              | -                              | 28    | 13    |
| 2003                  | Saturn Ramenskoïe        | D1                    | 19          | 3           | 4                     | 2                     | -                              | -                              | -                              | 23    | 5     |
| 2004                  | Saturn Ramenskoïe        | D1                    | 17          | 2           | -                     | -                     | -                              | -                              | -                              | 17    | 2     |
| 2005                  | Saturn Ramenskoïe        | D1                    | 13          | 0           | 2                     | 0                     | -                              | -                              | -                              | 15    | 0     |
| Sous-total            | Sous-total               | Sous-total            | 114         | 32          | 13                    | 5                     | -                              | -                              | -                              | 127   | 37    |
| 2006                  | FK Aktobe                | D1                    | 29          | 16          | 3                     | 2                     | C1                             | 2                              | 0                              | 34    | 18    |
| 2007                  | FK Aktobe                | D1                    | 28          | 16          | 4                     | 4                     | -                              | -                              | -                              | 32    | 20    |
| Sous-total            | Sous-total               | Sous-total            | 57          | 32          | 7                     | 6                     | -                              | 2                              | 0                              | 66    | 38    |
| 2008                  | Oural Iekaterinbourg     | D2                    | 25          | 5           | 1                     | 0                     | -                              | -                              | -                              | 26    | 5     |
| 2008-2009             | Olimpia Bălți            | D1                    | 7           | 3           | -                     | -                     | -                              | -                              | -                              | 7     | 3     |
| 2009                  | Vostok Öskemen           | D1                    | 13          | 6           | 1                     | 0                     | -                              | -                              | -                              | 14    | 6     |
| 2010                  | Dinamo Saint-Pétersbourg | D2                    | 26          | 4           | 2                     | 0                     | -                              | -                              | -                              | 28    | 4     |
| Sous-total            | Sous-total               | Sous-total            | 71          | 18          | 4                     | 0                     | -                              | -                              | -                              | 75    | 18    |
| Total sur la carrière | Total sur la carrière    | Total sur la carrière | 404         | 206         | 24                    | 11                    | -                              | 7                              | 2                              | 435   | 219   |

## Palmarès

### En club
- Constructorul-93 Chișinău
  - Champion de Moldavie en 1997.

- FC Sheriff Tiraspol
  - Vainqueur de la Coupe de Moldavie en 1999.

- FK Aktobe
  - Champion du Kazakhstan en 2007.

### Distinctions personnelles
- Meilleur buteur du Championnat de Moldavie de football en 1997, 1999 et 2000.
- Footballeur moldave de l'année en 1996 et 2001.